# Villiers-en-Désœuvre
 Villiers-en-Désœuvre  là một xã thuộc tỉnh Eure trong vùng Normandie miền bắc nước Pháp.